# Epormenis cestri
Epormenis cestri är en insektsart som beskrevs av Berg 1879. Epormenis cestri ingår i släktet Epormenis och familjen Flatidae. Inga underarter finns listade i Catalogue of Life.